# Nateby (Cumbria)
Nateby is een civil parish in het Engelse graafschap Cumbria. In 2001 telde het dorp 110 inwoners.